# Half-Life: Decay
Half-Life: Decay is een uitbreiding op het FPS-computerspel Half-Life, ontwikkeld door Gearbox Software en uitgebracht op 14 november 2001. Decay is uitgebracht als onderdeel van de PlayStation 2-versie van Half-Life.
Net als de uitbreidingen Half-Life: Blue Shift en Half-Life: Opposing Force, speelt Decay zich af gedurende de gebeurtenissen van Half-Life, maar dan gezien vanuit het perspectief van twee andere personages: twee wetenschappers die werken bij de Black Mesa Research Facility. Decay is een co-op-multiplayerspel, ontworpen om met twee spelers te spelen.

## Trivia
- Net zoals half-life het Engelse woord is voor de halveringstijd van radioactief materiaal, is decay de term voor het radioactief verval.[bron?]